# Xã White Post, Quận Pulaski, Indiana
Xã White Post (tiếng Anh: White Post Township) là một xã thuộc quận Pulaski, tiểu bang Indiana, Hoa Kỳ. Năm 2010, dân số của xã này là 1.075 người.